# Ján Zambor
Ján Zambor (Tusaújfalu, 1947. december 9.) szlovák költő, irodalomtudós és műfordító.

## Pályafutása
1971-ben orosz-szlovák szakon végzett az eperjesi egyetem bölcsészkarán. Ezt követően egy kassai kiadónál dolgozott szerkesztőként. Jelentkezett a szlovák nyelv és irodalom tanszékre. 1976-tól a Csehszlovák Rádió irodalmi szerkesztőségének munkatársaként dolgozott. 1989-ben alapító főszerkesztőként létrehozta a Dotyky című folyóiratot.
1991 óta a pozsonyi Comenius Egyetem szlovák irodalom és irodalomtudomány karának oktatója. Doktori disszertációját 1994-ben védte meg, 2001 óta pedig egyetemi tanár. 1997 óta részidőben a Szlovák Tudományos Akadémia világirodalmi intézetének munkatársa.
Számos irodalmi mű és műfordítás szerzője.